# Elephantomyia nigropedata
Elephantomyia nigropedata är en tvåvingeart som beskrevs av Alexander 1956. Elephantomyia nigropedata ingår i släktet Elephantomyia och familjen småharkrankar. Inga underarter finns listade i Catalogue of Life.